# Vranová Lhota
Vranová Lhota település Csehországban, a Svitavyi járásban. Vranová Lhota Pavlov, Bouzov, Hartinkov és Městečko Trnávka településekkel határos. Lakosainak száma 441 fő (2024. január 1.).

## Népesség
A település lakosságának változását az alábbi diagram mutatja:
| Lakosok száma | 939  | 824  | 739  | 571  | 467  | 449  | 440  | 443  | 425  | 441  |
|               | 1869 | 1900 | 1921 | 1961 | 1980 | 2011 | 2016 | 2019 | 2021 | 2024 |